# Własność Darboux
Własność Darboux – jedna z najważniejszych własności funkcji ciągłych.
Własność ta mówi, że funkcja ciągła przyjmuje wszystkie wartości pomiędzy dwiema danymi wartościami. 
Przyjmijmy na przykład, że temperatura powietrza jest ciągłą funkcją czasu. Jeśli poranny odczyt wyniósł -5 stopni, a wieczorny 10 stopni, to wykorzystując własność Darboux możemy stwierdzić, że w ciągu dnia każda temperatura pomiędzy -5 a 10 stopni zaistniała przynajmniej raz; w szczególności co najmniej raz było 0 stopni.  

## Funkcje rzeczywiste

### Definicja
Funkcja {\displaystyle f\colon \mathbb {R} \to \mathbb {R} } ma własność Darboux, jeśli obraz każdego przedziału jest znowu przedziałem. W szczególności:
Jeżeli {\displaystyle a<b,} {\displaystyle f(a)\cdot f(b)<0,} obraz funkcji {\displaystyle f} obejmuje cały przedział {\displaystyle [f(a),f(b)]} (albo {\displaystyle [f(b),f(a)]}), więc istnieje taka wartość {\displaystyle c} należąca do przedziału otwartego {\displaystyle (a,b),} że {\displaystyle f(c)=0.}

### Własności
- Twierdzenie Darboux (opublikowane przez Gastona Darboux) mówi, że każda funkcja ciągła ma własność Darboux.

- Nie każda funkcja Darboux jest ciągła[2]. Na przykład funkcja

{\displaystyle f(x)=\left\{{\begin{array}{l}\sin {\frac {1}{x}},&x>0\\0,&x\leqslant 0\end{array}}\right.}
ma własność Darboux, ale nie jest ciągła w punkcie 0.
- Suma dwóch funkcji o własności Darboux nie musi mieć własności Darboux[2]. Za pomocą indukcji pozaskończonej można[3] znaleźć taką funkcję {\displaystyle f\colon \mathbb {R} \to \mathbb {R} } o własności Darboux, że nawet funkcja {\displaystyle g(x):=f(x)+x} nie ma własności Darboux.

- Jeśli funkcja jest różniczkowalna w pewnym zbiorze, to jej pochodna także ma własność Darboux w tym zbiorze[2].

## Uogólnienie
Mówimy, że funkcja {\displaystyle f\colon X\to Y} między przestrzeniami topologicznymi ma własność Darboux, jeżeli obraz każdego podzbioru spójnego przestrzeni {\displaystyle X} jest podzbiorem spójnym przestrzeni {\displaystyle Y}.
(Jest to uogólnienie powyższego pojęcia, gdyż podzbiór {\displaystyle A\subseteq \mathbb {R} } jest spójny wtedy i tylko wtedy, gdy {\displaystyle A} jest przedziałem).